# 利澤公司
利澤公司，最早前身為勝美商會，是一家曾存在於臺灣臺中的縫衣機製造公司。

## 簡介
在畢業於東京物理學校應用數學系並返鄉後，張深耕（1914年-1996年）於昭和11年（1936年）與其叔父張水旺（1919年-1944年）共同創業，以單台每月5圓之分期付款方式在全臺販賣縫衣機，並在臺中市櫻橋通創設「勝美縫衣機商社」（勝美商會）；當時，勝家縫衣機也以一台每月7圓之分期付款方式行銷全臺。
昭和13年（1938年），勝美商會擴大組織，並更名「飛機牌縫紉機製造會社」。昭和16年（1941年），又在臺中大雅創設「滑翔機 (GLIDER) 」品牌縫衣機製造廠，專門製造車殼及針車所有零組件，成為臺灣縫衣機工業的先驅之一。後來，因戰爭導致臺灣地區生鐵原料短缺，張深耕前往大阪和京城府設立「興亞車殼製造廠」（大阪廠在1944年被日軍徵用、京城府工廠則遭美軍空襲炸毀）。此後，張深耕決定在位於大雅的祖傳田地上建立臺灣第一家規模化生產縫衣機的工廠。
戰爭結束後，GLIDER商標被廣為冒用，且日本本土相關產業設施毀壞殆盡；張深耕因而決定售出部分祖傳田地，並耗資購置500台工作母機，開始建立自零組件到成品的一貫作業生產線，又先後在臺中大雅、大里地區創立臺灣裁縫機股份有限公司、利澤工業衣車股份有限公司、中國衣車股份有限公司。但是，因擴大經營後的銷售市場主要集中於中國大陸，該企業在民國38年（1949年）後一度因無法收回大量款項而發生財務危機。
民國46年（1957年），其產品開始外銷美國和韓國，又在南越受美國援助下大量供應當地市場。隔年，創立Lihtzer品牌，致力於銷售全球市場，並因其定價策略與品質廣受歡迎；同時，又替德國與日本廠商代工。民國54年（1965年），其周邊企業（縫衣機裝配工廠及零組件製造廠，聚集在臺中地區）近百家，經銷商逾600家。民國67年（1978年）至69年（1980年）臺灣當局實施獎勵投資政策，利澤工業衣車股份有限公司與中國衣車股份有限公司合併為「利澤公司」，以符合所得稅減免條件。不久，因業外投資（永昌鋼鐵及啟華紡織）失誤，利澤公司損失逾億新臺幣資產。
民國69年（1980年）下半季，其工廠發生火災；雖其有投保火災險並足以藉之排除經營困境，但其供應商認為其可能因此歇業，因而各自向其催討尚未給付之款項。此後，利澤公司財務逐漸惡化，營運業績也日漸萎縮，終於在民國70年代（1980年代）前後宣告破產並結束營業。
該企業在戰後早期為臺灣培養出大量縫衣機製造技術人員，也奠定臺中地區機械工業部分基礎。